# Кондофурі
Кондофурі (італ. Condofuri, сиц. Cundufuri) — муніципалітет в Італії, у регіоні Калабрія,  метрополійне місто Реджо-Калабрія‎.
Кондофурі розташоване на відстані близько 520 км на південний схід від Рима, 120 км на південний захід від Катандзаро, 22 км на південний схід від Реджо-Калабрії.
Населення — 5077 осіб (2014).
Щорічний фестиваль відбувається 4 серпня. Покровитель — San Domenico.

## Демографія
Населення за роками:

Станом на 1 січня 2023 року в муніципалітеті офіційно проживав 371 іноземець з 31 країни, серед них 102 громадяни країн Євросоюзу та 9 громадян України.

## Сусідні муніципалітети
- Бова
- Бова-Марина
- Роккафорте-дель-Греко
- Рогуді
- Сан-Лоренцо